# Rabīʿ al-àwwal
Rabīʿ al-àwwal in arabo ربيع الأول‎?, rabīc al-awwal, letteralmente "prima primavera", è il terzo mese del calendario islamico. Viene dopo safar e prima di rabīˁ al-thāni.

## Avvenimenti e ricorrenze
- L'8 rabi' al-awwal subì il martirio l'undicesimo e penultimo imam sciita, al-Hasan al-Askari (260 H/874 d.C.).
- Il 12 rabi' al-awwal, i musulmani sunniti (ma non i salafiti) festeggiano il Mawlid, cioè la festa della nascita di Maometto.
- Il 17 rabi' al-awwal è la data che secondo gli sciiti corrisponde alla nascita di Maometto. Nella stessa data essi celebrano la nascita del sesto imam, Ja'far al-Sadiq (148 H/765).
- Il 18 rabi' al-awwal, gli sciiti celebrano la nascita di Umm Kulthum, figlia di ʿAlī ibn Abī Ṭālib.
- Il 26 rabi' al-awwal morì Abu Talib ibn Abd al-Muttalib, zio di Maometto e padre di ‘Ali (prima dell'Egira, circa 619).